# شرور (شخصیت)

یک بدذات کارتونی

شرور، بدذات یا ویلن (به انگلیسی: villain) (که همچنین به‌عنوان کلاه سیاه (به انگلیسی: black hat)، مرد بد، (به انگلیسی: bad guy) زن بد (به انگلیسی: villainess) نیز شناخته می‌شود)، شخصیت نمایشی شروری است که اغلب برای شخصیت‌های مثبت نقشه‌های پلید طرح‌ریزی می‌کند.
اصطلاح آنتاگونیست (به انگلیسی: Antagonist) در فارسی به اشتباه با ویلن (Villain) یکسان در نظر گرفته می‌شود. در علم روایت‌شناسی، واژه آنتاگونیست در برابر پروتنگیست است و اشاره به شخصیتی (از لحاظ اخلاقی خوب یا بدی ملاک نیست) دارد که با پروتگنیست (به انگلیسی: Protagonist) در تنش (به انگلیسی: Conflict) است و خط روایی داستان معمولاً پروتگنسیت را از منظر اول شخص یا سوم شخص روایی دنبال می‌کند.